# 17-ヒドロキシプロゲステロン
17-ヒドロキシプロゲステロン(17-Hydroxyprogesterone、17OHP)は、糖質コルチコイドと性ホルモンの合成過程において生産される21炭素のステロイドホルモンである。
ホルモンとして、17-ヒドロキシプロゲステロンもプロゲステロン受容体と相互作用する。

## 生合成
17-ヒドロキシラーゼ（P450c17酵素）によってプロゲステロンから変換されるか、3β-ヒドロキシステロイドデヒドロゲナーゼ/Δ5-4イソメラーゼによって17-ヒドロキシプレグネノロンから変換される。
17-ヒドロキシプロゲステロンは、天然の黄体ホルモンであり、妊娠7～9ヶ月目を主に胎児の副腎から生産される。
このホルモンは、主に副腎と性腺（特に卵巣の黄体）で生産される。通常子供では3-90ng/dl、排卵前の女性では15-70ng/dl、黄体期では35-290ng/dlになる。

## カプロン酸ヒドロキシプロゲステロン
カプロン酸ヒドロキシプロゲステロンは、酢酸メドロキシプロゲステロンや酢酸メゲストロールと構造が類似した人工的に合成されたホルモンである。専門用語では天然のホルモンも人工のホルモンも両方17Pと呼ばれ、混乱を招く恐れがある。ゆえに人工的に合成されたホルモンは17-OHPCと呼ぶのが好ましい。

## 臨床での使用
17-ヒドロキシプロゲステロンの濃度の計測は典型的な酵素の欠陥である先天性副腎皮質過形成の疑いのある患者を診断するのに役立っている。これは、21-ヒドロキシラーゼと11β-ヒドロキシラーゼの欠陥によって17-ヒドロキシプロゲステロンが蓄積されるためである。逆に、17α-ヒドロキシラーゼ欠損の患者の場合、17OHPは非常に少ないか検出されない。また、17-ヒドロキシプロゲステロン濃度は妊娠中（黄体期）のプロゲステロンの活性を調べるのにも使われる。しかし、17-ヒドロキシプロゲステロンは胎盤からは提供されない。
17-ヒドロキシプロゲステロンの使用は妊娠中、早産を防ぐ効果があることが分かっている。
早産を防ぐためのカプロン酸ヒドロキシプロゲステロンの使用は、2つの専門機関による研究なしでは推奨されない。2006年、コクラン共同計画は、"早産を防ぐプロゲステロン治療に限った損害の可能性に関して、母と子からの重大な情報の報告は乏しい"と結論づけた。そして、類似した結論がMarc Keirse教授によって報告された。3回の臨床研究を実施し、カプロン酸ヒドロキシプロゲステロン250mg/weekを筋肉内に投与した場合と偽薬を投与した場合の流産の減少を比較した。また、アカゲザルの子宮内の胎児にヒト当量の1～10倍のカプロン酸ヒドロキシプロゲステロンを投与する実験も行われた。現在、FDA（胎児への害に関する証明）によるとカプロン酸ヒドロキシプロゲステロンはカテゴリDプロゲスチンである。また、明確ではないがひまし油に含まれるカプロン酸ヒドロキシプロゲステロンが妊娠に有益な効果があると考えられている。